# Nordwestradio
Nordwestradio – była niemiecka stacja radiowa, stanowiąca współwłasność dwóch członków ARD z północnej części kraju: Norddeutscher Rundfunk (NDR) oraz Radio Bremen (RB). Partnerem zarządzającym stacją jest RB, które zapewnia jej zaplecze produkcyjne i organizacyjne, a także prowadzi jej stronę internetową w ramach własnego portalu. 
Rozgłośnia powstała w 2001 roku wskutek przekształcenia dotychczasowego Programu Drugiego Radio Bremen. Oferta stacji skierowana jest do słuchaczy o bardziej niszowych gustach. Ramówka składa się z informacji i publicystyki, głównie o tematyce kulturalnej, a także z licznych pasm muzycznych, w których dominują world music, jazz, piosenka autorska, a także wybrane nagrania popowe. W mniejszym stopniu na antenie goszczą także blues, rock i muzyka poważna. 
Stacja dostępna jest w analogowym i cyfrowym przekazie naziemnym w Bremie oraz w północno-zachodniej części Dolnej Saksonii. Ponadto można jej słuchać w Internecie oraz w niekodowanym przekazie z satelity Astra 1M. 
Od 1 stycznia 2015, nadajnik jest jedynym obowiązkiem Radio Bremen. Partnerstwo z NDR została rozwiązana z dniem 31 grudnia 2014.
Od lata 2017 roku, Nordwestradio zostanie zmieniona w ramach struktury programu reformowania w Bremie drugiej. Jednak koncepcja ma być inny od starego Radio Bremen 2.